# 東京マラソン2024
東京マラソン2024は、2024年3月3日に東京都内の日本陸上競技連盟公認コースで実施された、通算17回目の東京マラソン。

## 概要
今大会はジャパンマラソンチャンピオンシップシリーズ、マラソングランドチャンピオンシップ（MGC）ファイナルチャレンジ、パリ2024オリンピック競技大会日本代表選手選考競技会、アボット・ワールドマラソンメジャーズXVIを兼ねている。